# Kunzea acicularis
Kunzea acicularis är en myrtenväxtart som beskrevs av Toelken och G.F.Craig. Kunzea acicularis ingår i släktet Kunzea och familjen myrtenväxter. Inga underarter finns listade i Catalogue of Life.